# Autódromo Municipal Juan Manuel Fangio
O Autódromo Municipal Juan Manuel Fangio (ou também: Autódromo de Rosário) é um autódromo em Rosário, na província de Santa Fé, na Argentina. Seu nome homenageia o piloto pentacampeão da Fórmula 1, Juan Manuel Fangio. Possui um comprimento de 2,589 km e 9 curvas. Construído em 1982, recebeu a Turismo Carretera em 2019, além de ter sediado o World RX da Argentina em 2015 e 2016.

## Campeões

### World RX da Argentina
| Ano  | Piloto           | Equipe                       | Resumo |
| ---- | ---------------- | ---------------------------- | ------ |
| 2016 | Andreas Bakkerud | Hoonigan Racing Division     | Resumo |
| 2015 | Robin Larsson    | Larsson Jernberg Racing Team | Resumo |

### Turismo Carretera
| Ano  | Piloto       | Carro       |
| ---- | ------------ | ----------- |
| 2019 | Matías Rossi | Ford Falcon |

### Super TC 2000
| Ano  | Piloto             | Equipe                |
| ---- | ------------------ | --------------------- |
| 2012 | Mariano Werner     | Toyota Team Argentina |
| 2013 | Matías Rossi       | Toyota Team Argentina |
| 2018 | Facundo Ardusso    | Ambrogio Racing       |
| 2018 | Facundo Chapur     | Equipo FDC            |
| 2019 | Facundo Ardusso    | Ambrogio Racing       |
| 2021 | Nicolás Moscardini | TGR Junior Team       |
| 2021 | Agustín Canapino   | Chevrolet YPF         |

### Top Race
| Ano  | Piloto                      |
| ---- | --------------------------- |
| 1997 | Omar Martínez               |
| 1997 | Roberto Urretavizcaya       |
| 2001 | Julio Catalán Magni         |
| 2001 | Marcos Di Palma             |
| 2002 | Diego Aventín               |
| 2002 | Julio Catalán Magni         |
| 2004 | Julio Catalán Magni         |
| 2004 | Gustavo Tadei               |
| 2012 | Norberto Fontana            |
| 2013 | Norberto Fontana            |
| 2014 | Gustavo Micheloud           |
| 2015 | Juan Bautista De Benedictis |
| 2016 | Franco Girolami             |
| 2016 | Mariano Altuna              |
| 2017 |                             |